# Litsea tharpiana
Litsea tharpiana är en lagerväxtart som beskrevs av Standley. Litsea tharpiana ingår i släktet Litsea och familjen lagerväxter. Inga underarter finns listade i Catalogue of Life.